# Johann Adolf von Sachsen-Gotha-Altenburg

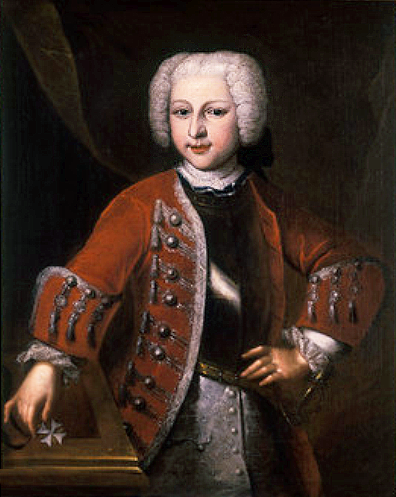
Prinz Johann Adolf von Sachsen-Gotha-Altenburg, um 1735

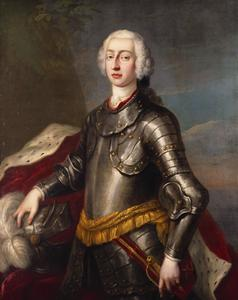
Johann Adolf um 1750

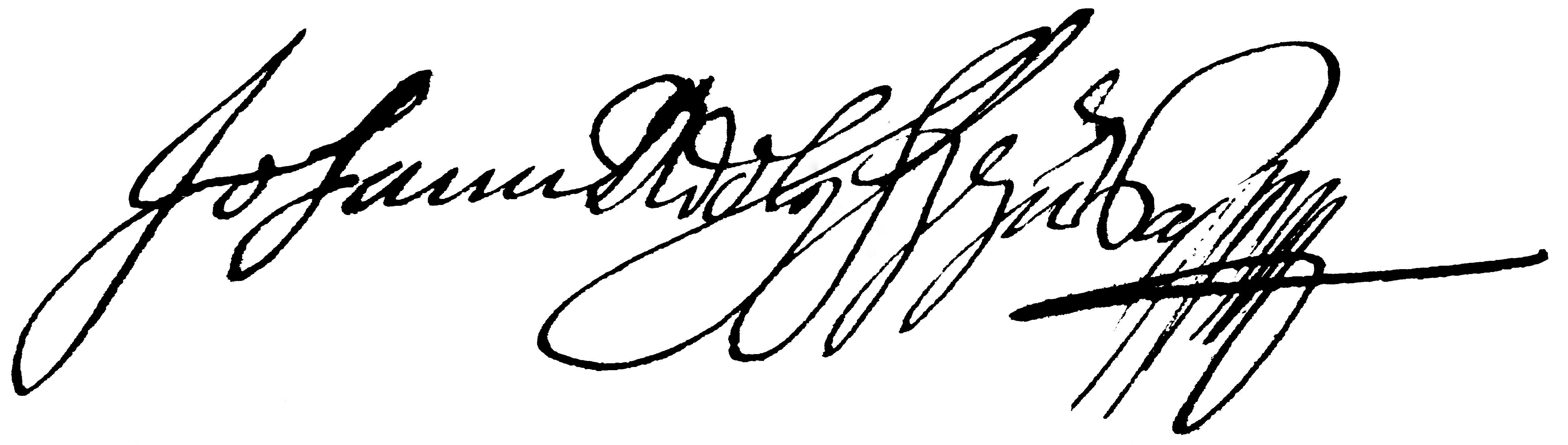
Unterschrift von Johann Adolf von Sachsen-Gotha-Altenburg („Johann Adolph zu Sachsen“)

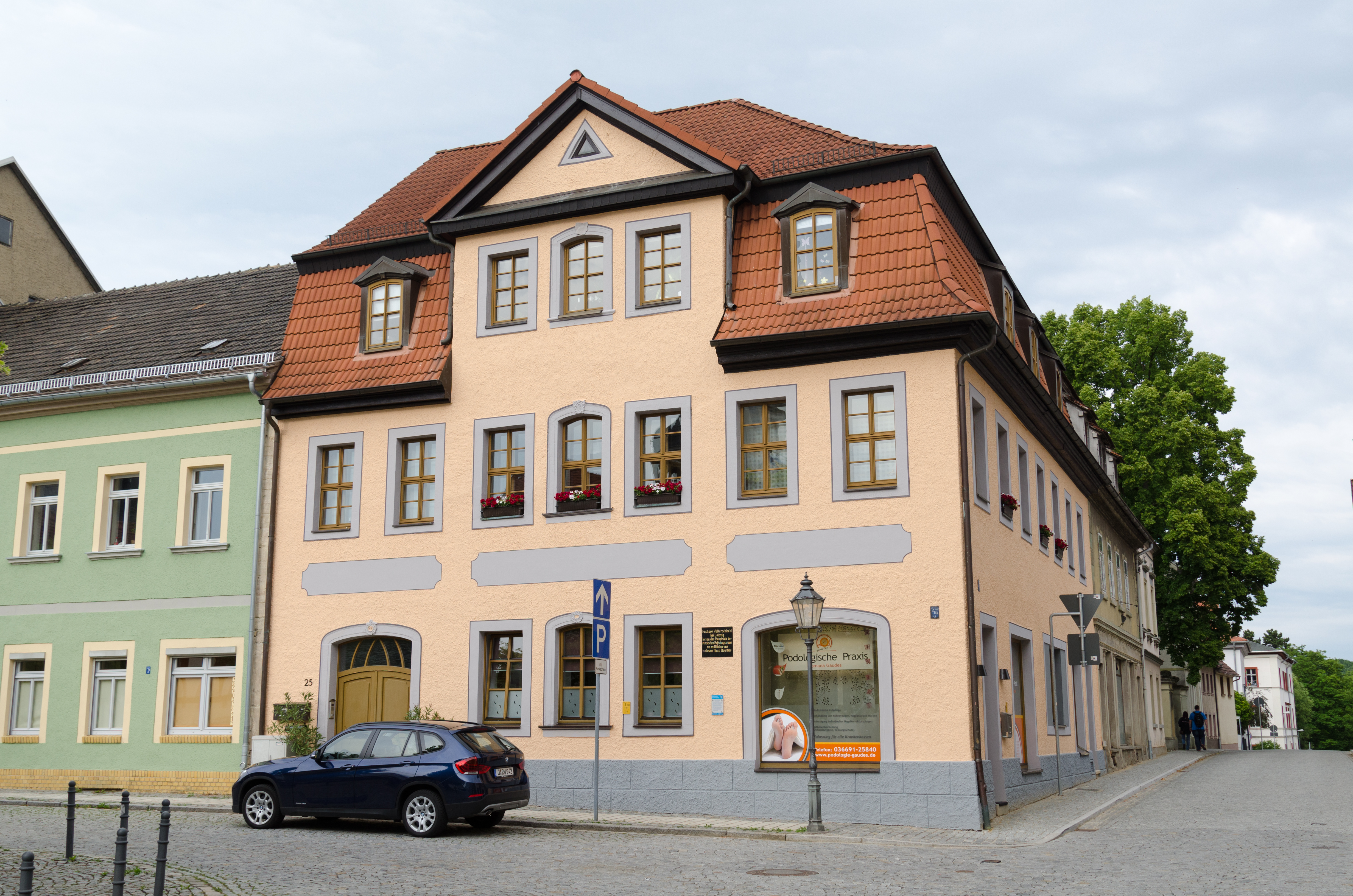
Markt 25, Eisenberg

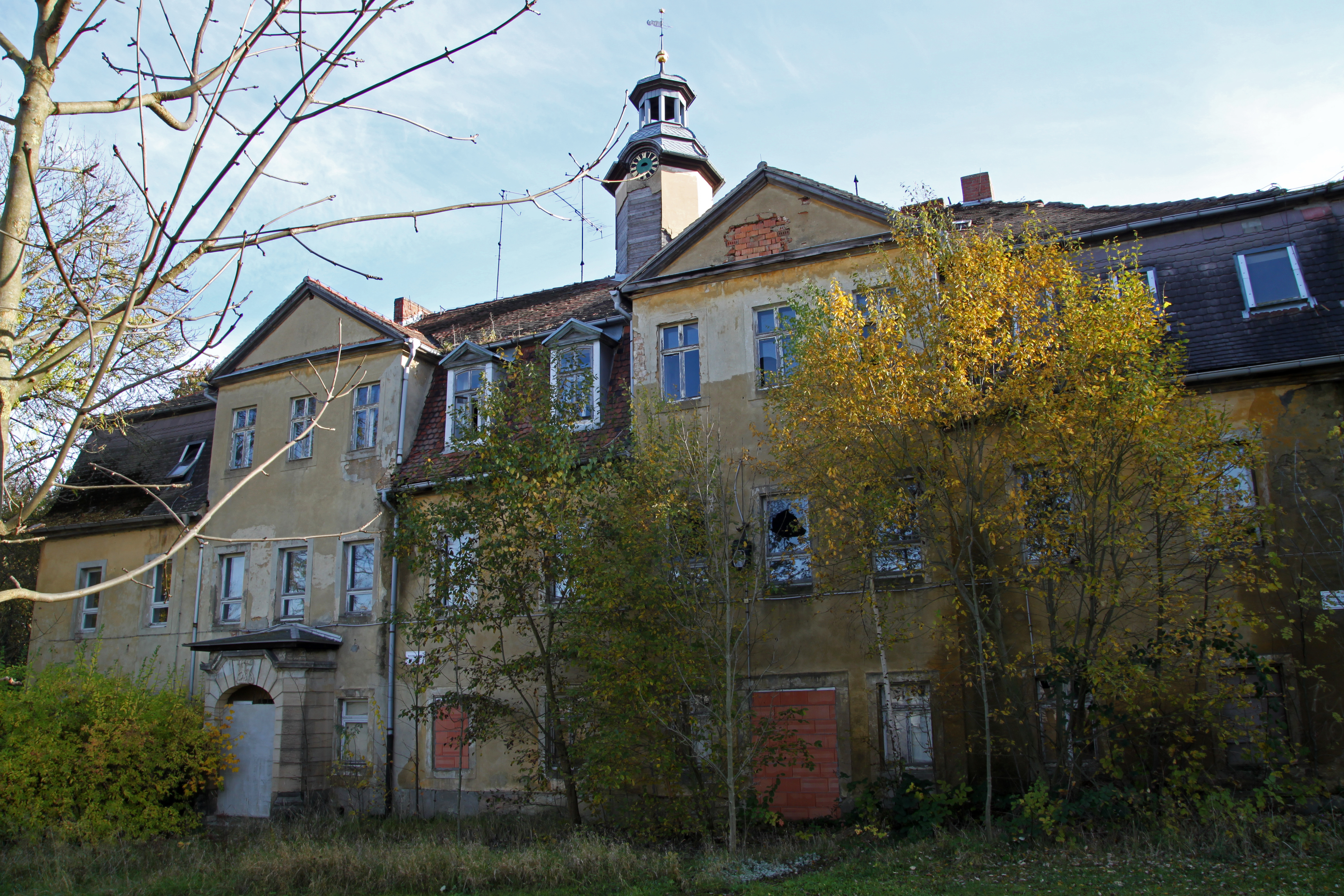
Schloß Friedrichstanneck

Johann Adolf von Sachsen-Gotha-Altenburg (* 18. Mai 1721 in Gotha; † 29. April 1799 in Friedrichstanneck) war ein Prinz aus der Nebenlinie Sachsen-Gotha-Altenburg der Ernestinischen Wettiner. Er war kursächsischer General der Infanterie.

## Leben
Johann Adolf war der jüngste Sohn des Herzogs Friedrich II. von Sachsen-Gotha-Altenburg (1676–1732) aus dessen Ehe mit Magdalena Augusta (1679–1740), Tochter des Fürsten Karl Wilhelm von Anhalt-Zerbst. Der Prinz wurde durch Gottfried Christoph Sommer in Gotha erzogen, 1735 bis 1738 in Genf ausgebildet und trat 1739 in dänischen Militärdienst. Er reiste 1741 nach Frankreich und besuchte im weiteren Verlauf der Reise seine Schwester Augusta in England. Dort wurde er an der Universität Oxford promoviert.
1742 wechselte er als Obrist in kursächsische Dienste, wurde 1744 Regimentsinhaber des 1682 aufgestellten Kursächsischen Infanterieregiments No. 3, das er bis 1746 selbst kommandierte, und kämpfte in der Schlacht bei Hohenfriedberg. 1746 wurde er Generalmajor und richtete sein Generalstabsquartier in Naumburg (Saale) ein. 1748 erhielt er den polnischen Orden des Weißen Adlers. Johann Adolf wurde am 27. Januar 1750 in der Freimaurerloge „Zu den drei Hammern“ in Naumburg unter dem Namen „Chevalier de la Truelle d’Or“ Meister. 
1750 ließ er in Eisenberg ein Haus am Markt 25 erbauen. 1751 wurde er kursächsischer Generalleutnant und erwarb das erstmals 1542 erwähnte Rittergut in Friedrichstanneck. 
Kurz nach dem Beginn des Siebenjährigen Krieges geriet er 1756 in Altenburg in preußische Gefangenschaft. Nachdem er versprochen hatte, nicht mehr gegen Preußen kämpfen zu wollen, wurde er wieder freigelassen. Sein Infanterieregiment wurde in die preußische Armee übernommen.
Danach ließ er sein Gutshaus durch den Neubau von Schloss Friedrichstanneck als Wohnsitz für sich und seine wachsende Familie ersetzen. Er war morganatisch mit Marie Maximiliane Elisabeth Schauer (* 25. Oktober 1732, † 31. Januar 1779) verbunden. Beide wurden zwischen 1760 und 1765 Eltern dreier Kinder, das Älteste verstarb dabei kurz nach der Geburt. 
Am 6. Januar 1775 wurde er zum General der Infanterie ernannt. Nach dem Tod von Joseph Friedrich von Sachsen-Hildburghausen war er ab 1787 wie zuvor bis 1772 sein Bruder Friedrich III. der Senior des ernestinischen Hauses, wodurch er bis an sein Lebensende das Senioratsamt Oldisleben erhielt. Ab 1788 war Daniel Collenbusch sein Leibarzt. Johann Adolf starb am 29. April 1799 und wurde in der Eisenberger Schlosskirche bestattet.

## Familie
Ab 1754 verhandelten die Häuser Sachsen-Gotha-Altenburg und Sachsen-Weimar-Eisenach über eine Ehe zwischen Johann Adolf und Ernestine Albertine, Tochter von Ernst August I. von Sachsen-Weimar-Eisenach, die sich über die Höhe der Dotalgelder in die Länge zogen. Als eine Einigung erzielt wurde, hatte sich Ernestine Albertine bereits für Philipp II. Ernst von Schaumburg-Lippe entschieden. Johann Adolf vermählte sich später morganatisch mit Marie Maximiliane Elisabeth Schauer (* 25. Okt. 1732, † 31. Jan. 1779). Mit dieser hatte er drei Kinder, von denen ihn ein Sohn und eine Tochter überlebten:
1. Friedrich Adolph (* 14. März 1760; † 17. März 1760)
2. Johanna Adolfine Friederike (* 13. März 1761; † 15. Sept. 1804)
3. Adolph Christian Carl (* 9. Jan. 1765; † 30. März 1835)

Marie Maximiliane Elisabeth Schauer wurde mit ihren beiden Kindern auf Betreiben von Johann Adolf am 12. Januar 1779 durch Kaiser Joseph II. unter dem Namen „von Gothart“ in den Reichsadelsstand erhoben.